# People's Choice Awards 2004
La 30ª edizione dei People's Choice Awards, presentata da Charlie Sheen e Jon Cryer, si è svolta al Pasadena Civic Auditorium (Pasadena)  l'11 gennaio 2004 ed è stata trasmessa dalla CBS.
In seguito sono elencate le categorie. Il relativo vincitore è stato indicato in grassetto.

## Cinema

### Film preferito
- La maledizione della prima luna (Pirates of the Caribbean: The Curse of the Black Pearl), regia di Gore Verbinski
- Alla ricerca di Nemo (Finding Nemo), regia di Andrew Stanton e Lee Unkrich
- Il Signore degli Anelli - Le due torri (The Lord of the Rings: The Two Towers), regia di Peter Jackson

### Film drammatico preferito
- Il Signore degli Anelli - Le due torri (The Lord of the Rings: The Two Towers), regia di Peter Jackson
- Master & Commander - Sfida ai confini del mare (Master and Commander: The Far Side of the World), regia di Peter Weir
- Mystic River, regia di Clint Eastwood

### Film commedia preferito
- Una settimana da Dio (Bruce Almighty), regia di Tom Shadyac
- Alla ricerca di Nemo (Finding Nemo), regia di Andrew Stanton e Lee Unkrich
- Elf, regia di Jon Favreau

### Attore cinematografico preferito
- Mel Gibson – The Singing Detective
- Johnny Depp – La maledizione della prima luna (Pirates of the Caribbean: The Curse of the Black Pearl)
- Denzel Washington – Out of Time

### Attrice cinematografica preferita
- Julia Roberts

## Televisione

### Serie televisiva drammatica preferita
- CSI - Scena del crimine (CSI: Crime Scene Investigation)
- E.R. - Medici in prima linea (ER)
- Law & Order - Unità vittime speciali (Law & Order: Special Victims Unit)

### Serie televisiva commedia preferita
- Friends

### Nuova serie televisiva drammatica preferita
- Joan of Arcadia
- Cold Case - Delitti irrisolti (Cold Case)
- The O.C.

### Nuova serie televisiva commedia preferita
- Due uomini e mezzo (Two and a Half Men)
- Entourage
- Give Me Five (Quintuplets)

### Reality/competition show preferito
- Survivor

### Attore televisivo preferito
- Ray Romano – Tutti amano Raymond (Everybody Loves Raymond)
- Kelsey Grammer – Frasier
- Martin Sheen – West Wing - Tutti gli uomini del Presidente (The West Wing)

### Attrice televisiva preferita
- Jennifer Aniston – Friends
- Lauren Graham – Una mamma per amica (Gilmore Girls)
- Debra Messing – Will & Grace

### Presentatore preferito di un talk show
- Oprah Winfrey
- Jay Leno
- David Letterman

## Musica

### Artista maschile preferito
- Tim McGraw
- 50 Cent
- Eminem

### Artista femminile preferita
- Beyoncé (ex aequo)
- Faith Hill (ex aequo)

### Gruppo musicale preferito
- Matchbox Twenty

## Altri premi

### Intrettenitore preferito di tutti i tempi
- Tom Hanks